# Liste des épisodes des Condamnées

Cette page recense la liste des épisodes de la série télévisée Les Condamnées.

## Première saison (1999)
1. Le Défilé (Them and Us)
2. Stratégies (Drug Wars)
3. Un beau mariage (Love Rivals)
4. Pressions (The Victim)
5. Menaces (Tangled Web)
6. L'Épave (A Big Mistake)
7. La Punition (Playing With Fire)
8. Les Adieux (Falling Apart)
9. Renoncement (Pay Back Time)
10. Le Départ (Love Hurts)

## Deuxième saison (2000)
1. Une lumière dans la nuit (Tug of Love)
2. Le Piège (S*it Happens)
3. La Vengeance (Visiting Time)
4. Triste balade (Looking For Love)
5. L'Échange (Mistaken Identity)
6. L'Aveu (Losing It)
7. Tout pour le tout (The Set-Up)
8. Coup de grâce (Babes Behind Bars)
9. Tristesse (The Leaving)
10. Tyrannie (Family Plan)
11. Œil pour œil (Rough Justice)
12. Crise de jalousie (Facing Up)
13. Balade nocturne (Oh What a Night)

## Troisième saison (2001)
1. Nuit rouge (Back From the Brink)
2. Descente aux enfers (The Turn of the Screw)
3. Les lionnes sont lâchées (The Chains of Freedom)
4. Mensonges (False Identity)
5. La Pro du piercing (Blood Ties)
6. Au feu ! (Do or Die)
7. L'Évasion (The Great Escape)
8. À toutes pompes (Uninvited Guests)
9. Plus dure sera la chute (Common Criminal)
10. Un si beau mariage (Chapel of Love)
11. Révolution (Battle Lines)
12. La Guerre des clans (Tough Love)
13. Le Chemin de croix (Revolving Doors)
14. Match retour (Fronting Up)
15. Chiens et chats (Cat & Mouse)
16. Règlements de comptes (Coming Out)

## Quatrième saison (2002)
1. En quête de preuves (Fight or Flight)
2. De nouvelles mesures (Unholy Alliances)
3. Un fâcheux contretemps (Behind Closed Doors)
4. Coup de collier (Fait Accompli)
5. La Grande Évasion (Only the Lonely)
6. La Vengeance d'une mère (Sweet Sixteen)
7. Désillusions (Pillow Talk)
8. Un piège pour Buki (Prison Issue)
9. Mon enfant, mon amour (Baby on Board)
10. Amour et désespoir (Family Matters)
11. Brebis égarés (Battle Lines)
12. L'Enterrement (Appearances Sake)
13. Tempête de neige (True Colours)
14. Profession de foi (Hard Knock Life)
15. Journée portes ouvertes (Marriage of Inconvenience)
16. La Fin du monde (Curtain Call)

## Cinquième saison (2003)
1. Surprise à Amsterdam (Episode 1)
2. Harcèlement (Episode 2)
3. Roméo et Juliette (Episode 3)
4. Le Petit Prince (Episode 4)
5. Tombée de haut (Episode 5)
6. Envies suicidaires (Episode 6)
7. La Prise d'otage (Episode 7)
8. L'Enterrement (Episode 8)
9. Un heureux événement (Episode 9)
10. Haut et court (Episode 10)
11. Meurtre ou suicide (Episode 11)
12. Flagrant délit (Episode 12)
13. Contre feu (Episode 13)
14. Histoires d'amour au singulier (Episode 14)
15. La grande évasion (Episode 15)
16. Le Mariage (Episode 16)

## Sixième saison (2004)
1. Exhumation (Episode 1)
2. Le Bout du tunnel (Episode 2)
3. Chantages (Episode 3)
4. Chaos (Episode 4)
5. Sécurité non garantie (Episode 5)
6. L'Épidémie (Episode 6)
7. Alcool frelaté (Episode 7)
8. Qui a mis le poison ? (Episode 8)
9. Un patron en difficultés (Episode 9)
10. Duel entre filles (Episode 10)
11. Le Suicide (Episode 11)
12. Libérations (Episode 12)

## Septième saison (2005)
1. Le défilé (Episode 1)
2. Retour dans l'aile G (Episode 2)
3. Mise en demeure (Episode 3)
4. La nouvelle venue (Episode 4)
5. Charité bien ordonnée (Episode 5)
6. Héritage (Episode 6)
7. Envie d'adoption (Episode 7)
8. Droit de garde (Episode 8)
9. Séparation mortelle (Episode 9)
10. Fin de règne (Episode 10)
11. Injustice (Episode 11)
12. Qui a tué Fenner ? (Episode 12)
13. Lumière de Noël (Christmas Special 2005)

## Huitième saison (2006)
1. Titre français inconnu (Episode 1)
2. Titre français inconnu (Episode 2)
3. Titre français inconnu (Episode 3)
4. Titre français inconnu (Episode 4)
5. Titre français inconnu (Episode 5)
6. Titre français inconnu (Episode 6)
7. Titre français inconnu (Episode 7)
8. Titre français inconnu (Episode 8)
9. Titre français inconnu (Episode 9)
10. Titre français inconnu (Episode 10)
11. Titre français inconnu (Christmas Special 2006)